# Anchocoema ceai
Anchocoema ceai är en insektsart som beskrevs av Tapia 1977. Anchocoema ceai ingår i släktet Anchocoema och familjen Proscopiidae. Inga underarter finns listade i Catalogue of Life.